# Podkraj pri Velenju
Podkraj pri Velenju je naselje u slovenskoj Općini Velenju. Podkraj pri Velenju se nalazi u pokrajini Štajerskoj i statističkoj regiji Savinjskoj. 

## Stanovništvo
Prema popisu stanovništva iz 2002. godine naselje je imalo 626 stanovnika.